# Saccopteryx
Saccopteryx är ett släkte av fladdermöss som ingår i familjen frisvansade fladdermöss.

## Taxonomi
Arter enligt Catalogue of Life:
- Saccopteryx bilineata
- Saccopteryx canescens
- Saccopteryx gymnura
- Saccopteryx leptura

2001 beskrevs en ny art i släktet, Saccopteryx antioquensis.

## Utseende

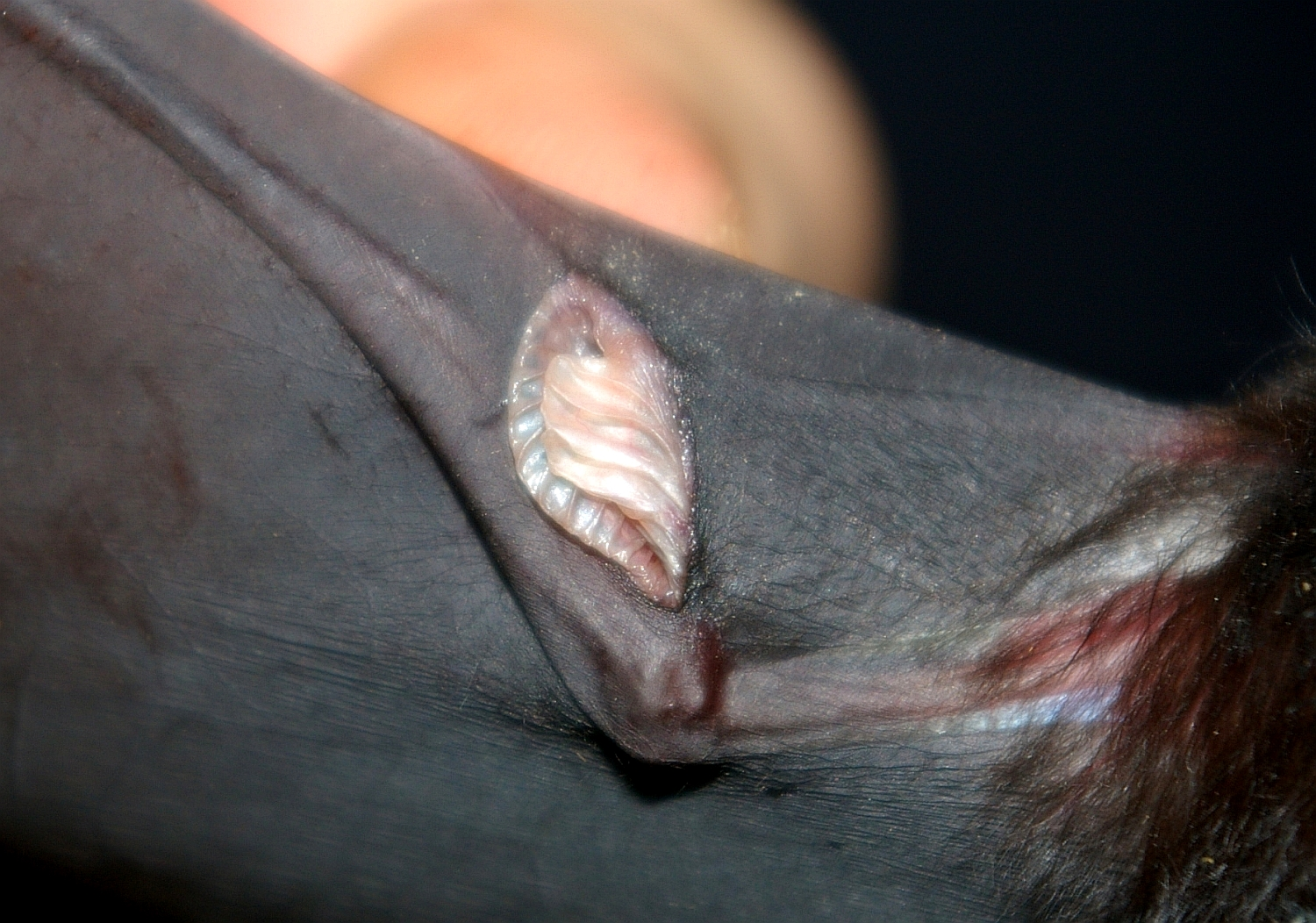
"Påsen" på flygmembranen.

Arterna blir 37 till 55 mm långa (huvud och bål) och har en 12 till 20 mm lång svans. De väger 3 till 11 gram. Pälsen har på ryggen en mörkbrun färg och på buken är pälsen blekare. Dessutom finns på ryggen två vågformiga ljusa linjer. Medlemmarna av släktet har inga hårtofsar på underarmen. Kännetecknande är ett organ på flygmembranen som liknar en påse. Detta organ förekommer främst hos hanar. Hos honor är organet mindre bra utvecklad eller saknas helt. I motsats till tidigare uppgifter finns ingen körtel i påsen. Vätskan som förvaras där bildas i andra organ (saliv, urin, körtelvätska från körtlar på andra kroppsdelar). Med vätskan markerar hanar flockens honor.

## Utbredning och habitat
Dessa fladdermöss lever i Central- och Sydamerika från södra Mexiko till södra Brasilien. Två arter hittas även på ön Trinidad. Habitatet varierar men arterna föredrar fuktiga områden.

## Ekologi
Levnadssättet är främst känt för arterna Saccopteryx bilineata och Saccopteryx leptura. Individerna vilar bland annat i grottor, i trädens håligheter, på trädstammar eller under broar. Vid viloplatsen bildas hos Saccopteryx bilineata vanligen flockar av en hane och upp till 8 honor. I större grottor eller på större träd vilar ibland flera flockar bredvid varandra. En hane försvarar ett revir som är cirka tre kvadratmeter stort. Hos Saccopteryx leptura bildas ofta monogama par som kan ha upp till 7 följeslagare. Honor föder en enda unge efter regntiden. I kolonier av Saccopteryx bilineata föder alla honor sina ungar ungefär samtidig. Ungarna kan flyga efter två veckor och efter 10 till 12 veckor slutar honan med digivning.